# Katecheza

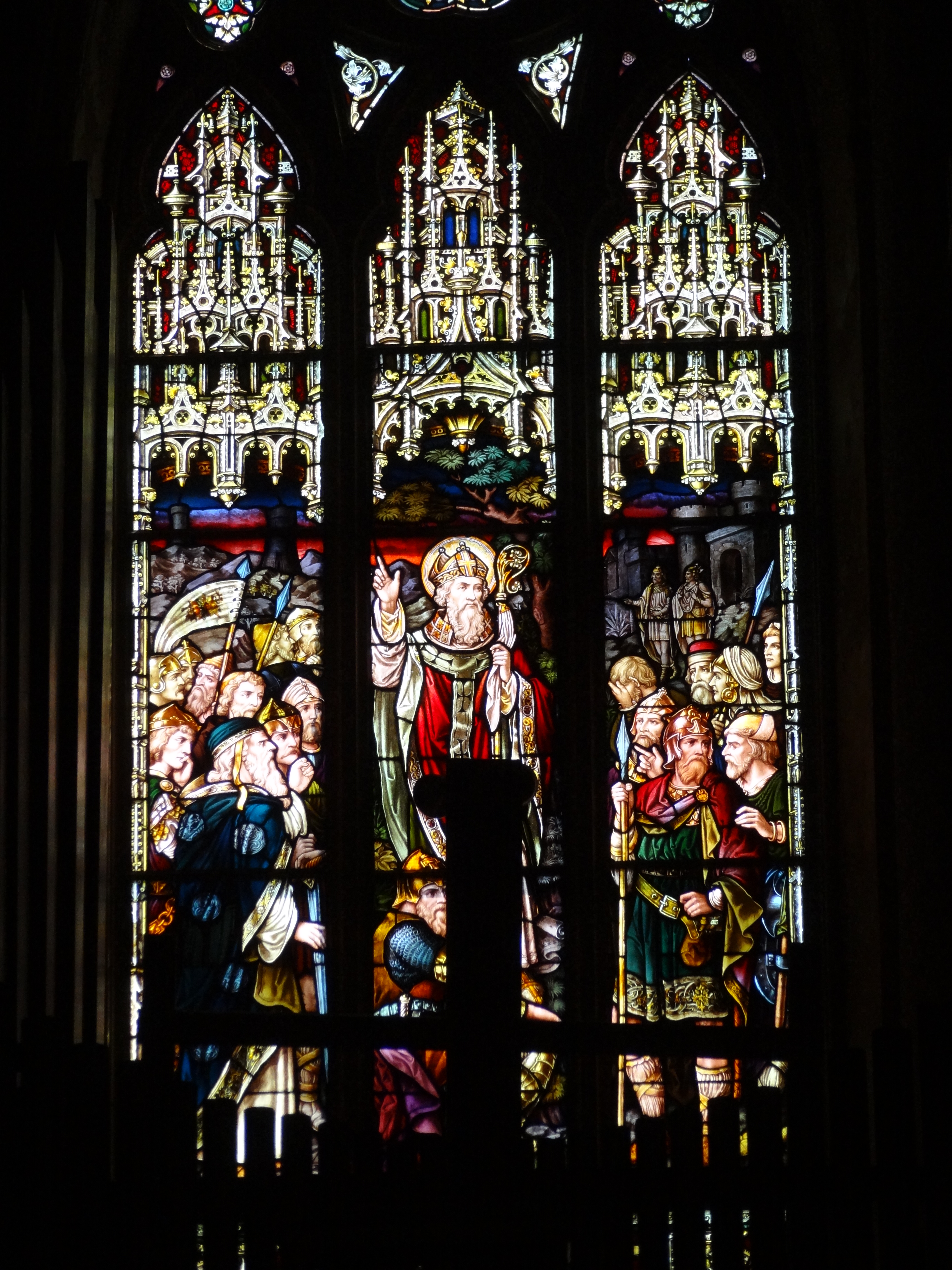
Św. Patryk (ok. 385-461) nauczający o tajemnicach wiary chrześcijańskiej królów i kapłanów zebranych w starodawnej stolicy Irlandii Tara. Witraż w kościele pw. św. Patryka w Lowell w stanie Massachusetts.

Katecheza (z gr. katēchēsis, katēchéō) – formacja chrześcijańska, mająca na celu przekazanie wiary osobom nieochrzczonym oraz ochrzczonym dzieciom i młodzieży, oraz wszystkim, którzy nie doświadczyli wtajemniczenia chrześcijańskiego lub chcą rozwinąć swoją wiarę.

## Korzenie biblijne
Księga Dziejów Apostolskich mówi o Apollosie spotkanym przez małżeństwo Akwilę i Pryskę w Efezie, że w dosłownym tłumaczeniu, „był pouczającym o drodze Pana” (Dz 18,25), czyli nauczał jak żyć według ewangelii Chrystusa. W oryginale greckim zostało użyte słowo ἦν κατηχημένος („en katechemenos”), co w łacińskiej Wulgacie św. Hieronim przetłumaczył w stronie biernej jako „Hic erat catechizatus” („był on katechizowany”). Słowo to występuje również w Liście do Galatów 6,6: „Ten, kto pobiera naukę wiary, niech użycza ze wszystkich swoich dóbr temu, kto go naucza” (BT). Greckie słowa κατηχούμενος („katechumenos”) oraz κατηχοῦντι („katechunti”) zostały przetłumaczone na łacinę jako „qui catechizatur” („kto jest katechizowany”) oraz „qui catechizat” („kto katechizuje”). Ojcowie Kościoła, którzy czytali te zdania, np. Tertulian czy Augustyn w Przeciwko Kreskoniuszowi I,11,14, rozumieli słowo „catechizare” jako oznaczające bardziej lub mniej to samo co „kerygmat”.

## Wczesne chrześcijaństwo
We wczesnym chrześcijaństwie termin oznaczający proces przygotowania do sakramentu Chrztu Św. poprzez katechumenat. Ta ustna forma katechezy, dokonywana w kontekście liturgicznym, zanikła na przełomie VIII i IX w. wraz z ustaniem praktyki katechumenatu.
Jest wiele zachowanych tekstów katechez, m.in. Katechezy przedchrzcielne Cyryla Jerozolimskiego (315-386), św. Jana Chryzostoma oraz Ambrożego z Mediolanu (339-397) De Mysteriis (O tajemnicach) oraz De Sacramentis (O sakramentach), które biskup Mediolanu wygłosił ok. 388 r.
Św. Augustyn napisał też dzieło Początkowe nauczanie religii, będące swego rodzaju podręcznikiem do katechezy dla pewnego diakona w Kartaginie.

## Średniowiecze
W średniowieczu samo słowo katecheza znikło z użycia. Zaczęły powstawać książki zwane katechizmami. Mówiono o katechizowaniu i o katechizowanych. Katecheza była przede wszystkim sprawą rodziców i chrzestnych, którzy uczyli swe dzieci katechizmu.
Milton McC. Gatch zwrócił uwagę na zaskakujący fakt, że w okresie, gdy Kościół odgrywał rolę centralnej instytucji kultury zachodniej, nie wypracowano użytecznego modelu chrześcijańskiej formacji czyli katechezy – zwłaszcza jeśli chodzi o przygotowanie do sakramentów wtajemniczenia. Wraz z zanikiem katechumenatu, jak zauważył Josef Jungmann, nie powstał żaden system formacji dzieci i dorosłych, który by wszedł na jego miejsce. Jednocześnie liturgia stawała się coraz mniej zrozumiała dla większości wiernych.

## Okres reformacji i post-reformacji
W okresie reformacji mnożyły się pisane katechizmy. Marcin Luter wydał swój katechizm w 1529 r. Najbardziej znane katechizmy katolickie zostały napisane przez jezuitów, Piotra Kanizjusza (1556) i Roberta Bellarmina (1598), obok oficjalnego Katechizmu Rzymskiego wydanego przez Sobór Trydencki.
Już w 1551 r., w odpowiedzi na katechizmy protestanckie, Ferdynand I Habsburg powierzył wiodącym teologom katolickim stworzenie katolickiego katechizmu, który byłby odpowiedzią na rosnącą popularność rozpowszechniającej się doktryny reformacyjnej. Katechizmy pisane przez przywódców protestantyzmu były głównym narzędziem popularyzacji idei tego ruchu. Jak zauważyła Mary Charles Bryce OSB, opracowywanie katolickich katechizmów było "używaniem ognia do walki z ogniem" – wykorzystaniem podstawowego narzędzia Reformacji do ograniczania jej wpływów. Wydawanie tych podręczników katechetycznych na niespotykaną wcześniej skalę, dzięki wynalazkowi maszyn drukarskich, stało się wzorem dla katechizacji w Kościele rzymskim przez następne cztery stulecia.

## Współcześnie
W Kościele katolickim termin „katecheza” został wskrzeszony wraz z odnową życia wiary, dokonaną przez Sobór watykański II. Zmiana terminologii oznacza, że nauczanie wiary chrześcijańskiej nie może się ograniczać do organizowania lekcji religii dla dzieci. Przekazywanie wiary nie jest zwykłym uczeniem się na pamięć katechizmu.
Współcześnie terminu „katecheza” używa się w dwóch znaczeniach.
1. W znaczeniu węższym oznacza przekazywanie depozytu wiary nowym członkom pozyskanym przez Kościół (Jean Daniélou). Jest to nauczanie wiary, następujące po pierwszej ewangelizacji i głoszeniu kandydatowi kerygmatu, a przed wyższymi formami nauczania, jak homilie, życie Kościoła etc. Obejmuje ona zarówno dorosłych katechumenów przygotowywanych do chrztu, formację chrześcijańską dzieci ochrzczonych, jak i dorosłych, którzy potrzebują inicjacji chrześcijańskiej do dojrzałej wiary. Katecheza ta dokonuje się w pewnych formalnych ramach, by zapewnić osobie ochrzczonej wprowadzenie we wszystkie konieczne elementy życia chrześcijańskiego. Pomocą może służyć ku temu opracowany przez Kongregację ds. Liturgii rytuał zwany Obrzędem chrześcijańskiego wtajemniczenia dorosłych[10].
2. W znaczeniu szerszym oznacza każde przekazywanie wiary chrześcijanom, począwszy od pierwszego usłyszenia kerygmatu aż do wyższych form naukowej teologii.

Jedną z współczesnych form inicjacji chrześcijańskiej typu katechumenalnego, zalecaną przez kolejnych papieży Pawła VI, Jana Pawła II i Benedykta XVI, jest Droga Neokatechumenalna. Jan Paweł wyraził to w liście z 1990 roku:

Wśród rzeczywistości zrodzonych przez Ducha Świętego w naszych czasach znajdują się Wspólnoty Neokatechumenalne, zapoczątkowane przez Pana K. Argüello i przez Panią C. Hernández (Madryt, Hiszpania), których skuteczność dla odnowy życia chrześcijańskiego była rozpoznana przez mojego poprzednika, Pawła VI, jako owoc Soboru: "Ileż radości i nadziei dajecie nam waszą obecnością i waszą działalnością… Żyć tym przebudzeniem i rozwijać je, jest tym, co nazywacie pewną formą «po Chrzcie», która będzie mogła odnowić w dzisiejszych wspólnotach chrześcijańskich te efekty dojrzałości i pogłębienia, które w Kościele pierwotnym były realizowane w okresie przygotowania do Chrztu" (...) Także i ja, w tylu spotkaniach, które miałem jako Biskup Rzymu w parafiach rzymskich ze Wspólnotami Neokatechumenalnymi i ich Pasterzami, oraz w moich podróżach apostolskich do wielu krajów, mogłem stwierdzić obfite owoce osobistego nawrócenia i płodny zapał misyjny. (...) uznaję Drogę Neokatechumenalną za itinerarium formacji katolickiej ważnej dla społeczeństwa i czasów dzisiejszych.